# 澳門國際音樂節
澳門國際音樂節（葡萄牙語：Festival Internacional de Música de Macau）簡稱MIMF，與澳門藝術節一樣同為由澳門文化局所主辦的每年一度的文化盛事，於1987年首屆開始舉辦至今。

## 概況
由於澳門經已具有條件，在1987年2月總督决着令進行有關的接觸，以便在本年10月份在本澳舉行第一届國際音樂節，邀請中國及西方一流樂團及音樂家演出，以實現已公佈的本年度文化政策中的一個項目。此音樂節除可使本澳在「音樂節國際協會」中佔一席位之外，更有利於本澳旅遊業，又在透過電視轉播，使本澳更為外界認識。由於工作的複雜性，且需要與有關機構協調工作，因此，總督特委出澳門政府辦公室副主任嘉模為代表，負責推行、協調及監督第一届澳門國際音樂節的籌備工作。

### 第一屆
第一届澳門國際音樂節在10月24日-31日隆重舉行，音樂節邀請多位著名音樂家來澳，演出經世古典名作。。有兩晚之表演是非公開性質的。這兩晚分別是10月25日在澳督府之表演。而在10月31日晚在老楞佐之表演，則是作為慈善性質，而所得之款將會捐給聯合國兒童基金會。

### 第二屆
第二届澳門國際音樂節在10月下旬舉行，主辦單位旅遊司廳長麥健智會上表示音樂節會長期舉辦，並為此設立長期辦事處與成立五人小組，小組主席安楝樑及麥健智、蘇安廉、杜默士、加路士波治。音樂節分三類內容：（一）推廣一個地方的形象；（二）純文化的；（三）旅遊性質的。

### 第五屆
由第五屆起，音樂節正式交由澳門文化司署主辦，文化司署司長馬若龍介紹音樂節活動包括有16個演出場次，4個音樂團，1個合唱團及14個男女聲高音歌手。當屆音樂部由藝術指導諾爾丹、秘書長喬治負責的國際音樂節統籌；此後音樂節由文化藝術委員會代替統籌工作。
明年1992年，有關音樂節基本事宜亦編定，主要內容是帶東方色彩之音樂活動，邀請東南亞高質素的藝人來澳演出，預算費用約六百萬元，費用之減少，主要是縮減了演出節目內容。
為隆重其事，主辦單位為第十届澳門國際音樂節邀請近十個國家地區的音樂歌藝團體及表演者來澳獻技，今屆音樂節共有16場表演，及一個展覽，內容包括有歌劇、芭蕾舞劇交響樂、鋼琴協奏曲等。亦舉辦一個名為「十年澳門國際音樂節」的展覽：以照片形式展示音樂節十年來的發展過程。

### 第十一屆
第十一屆澳門國際音樂節「歐洲電台電視台（廣播）聯盟」對澳門國際音樂節轉播到世界各地深感興趣並大力支持。首先在歐洲，繼而在世界各地以及在其影響力所及的電台宣傳澳門國際音樂節。有一個新的標識連同舊有的澳門國際音樂節標識一起出現，這便是「歐洲廣播聯盟」的標識。

### 第十四屆
回歸後由文化局主辦的第十四屆澳門國際音樂節，為本澳市民帶來世界高水平的文藝表演，豐富本澳的文化色彩，提高市民的文化認識。社會文化司司長崔世安表示，國際音樂節是每年文化界的一項盛事，旣能宣揚澳門作為文化交流的匯聚點，吸引各地的音樂愛好者來欣賞精彩的節目，同時也為本地的居民帶來世界高水平的文藝表演，豐富本澳的文化色彩，提高市民的文化認識。文化局局長王增揚表示，節目內容豐富，形式多樣，參加演出約有430人。他又說，為使廣大居民深入了解文化藝術，會在6月至9月根據音樂節節目安排講座，以提高本地居民文化藝術水準。

### 第三十屆
藉澳門國際音樂節三十周年誌慶，文化局於9月30日至10月1日，以藝術節慶與城市文化發展為題舉行澳門國際音樂節論壇，邀請多名海外及鄰近地區的重量級文化推手主講，並特別出版《澳門國際音樂節三十周年紀念特刊》，回顧音樂節三十年來的點滴，展示音樂節的發展和轉變。澳門國際音樂節論壇在文化中心會議室舉行，費用全免。為慶祝音樂節而立之年，文化局出版三十周年紀念特刊。該刊除記錄音樂節三十屆節目回顧、歷史演進，更收錄歷屆音樂總監、本澳學者撰文論述及新聞評論等，內容翔實豐富，可一覽澳門國際音樂節三十年來積蓄的文化力量。

### 第三十三屆
第三十三屆澳門國際音樂節的主題為器勢，以氣勢如虹、跳躍靈動的音符雅韻，與大眾共品音樂的美好。今屆選取古典音樂巨匠莫扎特的兩幕歌劇《魔笛》先響頭炮，同名作品早年亦作為音樂節開幕鉅獻。壓軸由澳門樂團與國家大劇院管弦樂團及合唱團強勢擔演紀念澳門之子冼星海代表作《黃河大合唱》。文化局長穆欣欣表示，今年是雙慶年及《黃河大合唱》首演80周年，精心打造多場音樂會，莫扎特歌劇《魔笛》和振奮人心的《黃河大合唱》，形成首尾呼應之勢，讓樂迷眼界大開。維也納愛樂樂團再度來澳，演繹德沃夏克的《來自新世界》交響曲，聯同著名中國鋼琴家王羽佳奏響拉赫瑪尼諾夫神乎其技的《第三鋼琴協奏曲》，透過歐洲廣播聯盟數十個成員國轉播，讓全球音樂愛好者聚集本澳。主辦單位因應觀眾迴響，閉幕鉅獻《黃河大合唱》加開座位，8月7日上午10時起於澳門售票網各售票點、網上及電話同步發售，每人限購門票八張。

### 第三十四屆
第三十四屆音樂節以明日之曲為主題,透過多場演出及延伸活動,匯集喜悅、愛和希望的音符,與觀眾在音樂中攜手前行,擁抱美好明天。其中的開幕節目格里格交響樂劇《培爾·金特》,由著名樂評人焦元溥重新剪裁劇本,實力派演員王耀慶以一人分飾22個角色,著名指揮家張潔敏聯同澳門樂團及深圳交響樂團合唱團創新演繹經典。另一場重量級演出,由被譽為中國古典樂壇最具影響力的指揮家余隆執棒,帶領上海交響樂團攜手二胡演奏家陸軼文和鋼琴演奏家左章,分別演出作曲家陳其鋼兩部重要作品《京劇瞬間》和《逝去的時光》,以及拉赫曼尼諾夫的《帕格尼尼主題狂想曲》和拉威爾的《波麗露》等曲目。

### 第三十五屆
以悅逢盛典，樂聚此刻為主題的第三十五屆澳門國際音樂節，呈獻16套優質節目和14項延伸活動，一眾音樂大師和新銳菁英輪番上陣，包括首度邀請到著名電影配樂大師久石讓來澳，攜手日本世紀交響樂團與澳門樂團帶來共三場各具風格的音樂會。文化局局長梁惠敏表示，今屆國際音樂節是疫情以來再次有歌劇演出，在節目編排上亦更着重豐富多元和走進社區。為讓更多樂迷有機會觀賞久石讓360系列節目，文化局以先登記、後抽籤、再購買形式公開發售該系列門票。該音樂會不設選位，統一電腦派位，觀眾須於9月3日下午3時至9月六日晚上8時期間，透過澳門售票網網上抽籤系統進行登記。成功登記者可於9月12日下午3時起登入網上抽籤系統查看首輪抽籤結果，首輪中籤人士於9月12日收到短訊通知，購票期為9月12日下午3時至9月17日晚上11時59分。首輪購票期結束後尚有門票可供發售，系統將按抽籤結果順序遞補候補中籤名額；首輪沒有中籤人士可於9月23日下午3時起登入網上抽籤系統查看抽籤候補結果，候補中籤人士可以9月23日收到短訊通知，購票期為當日9月23日下午3時至9月27日晚上11時59分。9月13日由於主辦單位高度關注有網上帖文擬以溢價出讓久石讓360系列節目門票情況，並已向司法警察局反映。為加強進場管理，音樂節久石讓系列三場演出實行實名購票和實名入場制度，購票人與入場人身份需保持一致，屆時觀眾入場前需先確認身份，確保與該門票實名登記時的資料相同。

## 表演節目
每年澳門國際音樂節的表演團體，皆來自世界各地不同的地方，為樂迷帶來種類繁多諸如歌劇、交響樂、爵士樂、獨奏甚至搖滾樂的表演。一些世界知名的表演團體如維也納兒童合唱團，以及當今世界知名的頂尖小提琴家帕爾曼、鋼琴家李雲迪也曾於澳門國際音樂節演出。
第二届國際音樂節壓軸一塲表演歌劇「茶花女」，1988年10月30日晚8時半在綜藝館舉行，該劇由中央樂團交響樂隊演奏，中國廣播合唱團演唱，聶中明指揮，主要演員有伊蓮娜歌杜芭詩，綺連娜，韋愛麗，范競馬，馬蒂與馬努蓋勃等。中國廣播合唱團是中國廣播藝術團五個分團之一。其前身是上海靑年合唱團。隨着廣播事業的發展，於1953年建立專業的上海廣播樂團。1954年中央廣播事業局組建爲中央廣播樂團並於1956年春由上海調遷北京。中央樂團交響樂隊成立於1956年。這是一支擁有百餘名演奏員的大型交響樂團。該團的前身——中央歌舞團管弦樂隊。
1991年是莫扎特逝世的二百週年，因此，第五屆澳門國際音樂節也特別安排了兩場音樂會獻給這位偉大的奧地利作曲家：捷克艾斯洛華格室樂團在市政廳舉行的音樂會上演奏莫扎特其中兩首最著名的交響曲，並與鋼琴家亞德里亞諾·若爾丹合作演奏他的4D大調《第二十號鋼琴協奏曲》；這個樂團會與中國廣播合唱團及四位頂尖兒的歌唱家一起，為大家獻上《歡欣頌》和《莊嚴彌撒曲》兩首莫扎特的聖樂歌唱作品，音樂會在聖若瑟修院舉行。
作為第六屆國際音樂節節目之一的二幕歌劇『塞維利亞的理髮師|塞維利亞理髮師』在實景佈景配合一體的大炮台演出。舞台設於氣象站前，氣象站大樓亦成了劇中『道具』之一，連大樓天台上亦安置了佈景，加上燈光的强弱配合，如使觀衆目睹了一場發生在眼前的其人其事。且樂隊奏出的優美旋律，及劇情中的風趣幽默，引得近千觀衆不時報以熱烈掌聲。觀衆中，有澳督伉儷、來澳訪問的港督、葡國總統夫人、新華分社副社長宗光耀、立法會主席林綺濤、本澳名紳何鴻樂、以及政務司李必祿、貝錫安、黎祖智、麥善道、高樹維等。演出結束時，熱烈的掌聲使演員多次謝幕。而演出中休息時，澳督等陪同港督共進臨時酒會。
歌劇《杜蘭朵》是第七屆澳門國際音樂節的內容之一。場中觀衆席上，有澳督伉儷、來澳消閒的港督、本澳知名人士何鴻燊、立法會主席林綺濤、及多名政府官員和其他社會名流。全場所有觀衆，對該齣由中葡兩國音樂家、保加利亞女高音歌唱家和澳門文藝界人士聯手獻演的著名歌劇，不時報以熱烈掌聲。歌劇《杜蘭朵》，描述一對中、外靑年男女的愛情故事。其之「殘酷」，乃中國古代一王朝公主杜蘭朵招親採用，「成則為駙馬敗則刀下鬼」的做法，先後整整一打王子因答錯謎語而被砍頭。其之「悲壯」。乃親眼看到第十二個失敗者悲慘下場的韃靼王子卡拉夫，不惜冒生命危險「應試」美麗絕倫的杜蘭朵的三條謎語。已數見悲劇的國王、大臣、平民，以及卡拉夫受傷的父親和熱戀卡拉夫的的女奴柳兒，再三諫勸卡拉夫莫以命求婚，但卡拉夫決心已下，以「不成功便成仁」的氣慨，在雄偉壯觀的王宮前接受應試。其一「喜悅」，乃卡拉夫三猜三中，平民欣喜雀躍。其之「歡欣」，乃再生枝節以難卡拉夫的杜蘭朵，最後竟真正愛上了卡拉夫，此時，平民歡呼讚美聲響徹雲霄。
歌劇《法斯塔夫》為第八屆澳門國際音樂節的重要節目，在綜藝一館演出威爾第之三幕歌劇《法西塔夫》。歌劇《法斯塔夫》的劇本是根據莎士比亞的喜劇《溫莎的風流娘兒們》改編而成，內容主要描寫貧困潦倒的法斯塔夫一心想發達而設法勾引掌管溫莎保險櫃鑰匙的兩位貴夫人，但反遭其戲弄的故事，此劇風趣幽默，令人啞然失笑，回味無窮。
1995年是貝多芬誕生225週年紀念，所以，第九屆澳門國際音樂節著重演奏貝多芬的作品，並特別側重介紹他的協奏曲和序曲。音樂節全部15場音樂會中，有四場是貝多芬專題音樂會。這次音樂節會演奏貝多芬的幾乎全部主要的協奏曲，其中包括鋼琴協奏曲五首，小提琴協奏曲（D大調，作品六十一）、三重奏協奏曲（C大調，作品五十六），共計7首協奏曲；3首貝多芬最出名的序曲：《列奧諾拉》、《科利奧蘭》和《艾格蒙特》。
由澳葡政府回歸前舉辦最後一屆澳門國際音樂節，音樂節中的重頭戲就是歌劇「阿伊達（AIDA）」。「阿伊達」是意大利劇作家威爾第在其一生88年中所作的26部歌劇中最出色的三部代表作之一，其他兩部是「茶花女」及「弄臣」。「阿伊達」是威爾第晚期的作品，以場面偉大見稱，尤其其中一幕閱兵場面，更動用數百人之多。在10月9日晚澳門文化中心綜合劇院內擧行，首場表演為《阿伊達》四幕歌劇，由於此劇為重頭劇之一，除了吸引澳督韋奇立伉儷及多名政府高官外，亦吸引了不少文化界人士，全場座無虛席。
在2011年，第25屆澳門國際音樂節更與國際非牟利組織奧比斯合作舉辦音樂會；該年為響應世界視覺日，在10月13日晚上八時於澳門文化中心綜合劇院舉行《曙光之夜─世界視覺日》音樂會，門票收入全數撥捐奧比斯以支援其於尼泊爾之救盲行動。
為紀念中國偉大劇作家湯顯祖逝世四百周年，第30屆澳門國際音樂節特意炮製首部澳門原創室內歌劇《香山夢梅》，由本澳著名劇作家李宇樑、作曲家劉晨晨、青年詩人袁紹珊等藝文菁英聯手創作，著名作家湯梅笑擔任劇本顧問。該劇取材自湯祖顯萬曆十九年（1591年）遊歷澳門（香山嶴）的歷史，史實與虛構混合，打造似夢還真、精緻細膩的抒情小品，如詩情愫。《香山夢梅》在上屆音樂節首次亮相後，被稱為本地原創三幕室內歌劇，第31屆改稱為獨幕歌劇。
澳門樂團與國家大劇院管弦樂團組成的百人聯合交響樂團，搭配80人國家大劇院合唱團，強大陣容以180人同台演出。澳門樂團音樂總監兼首席指揮及國家大劇院音樂藝術總監呂嘉擔任指揮，他透露是次演出有多重意義，除了為慶祝國慶70周年及澳門回歸20周年，《黃河》亦是他35年前初任指揮時演出的樂章；而歌曲作者冼星海出生於澳門，多重紀念令演出顯得意義非凡。
久石讓360系列的亮點是《千與千尋》音樂會，宮崎駿經典動畫電影配樂的旋律百聽不厭，而是讓人360度地理解久石讓的音樂，他不僅是電影配樂大師，也是古典音樂的作曲和指揮家。《久石讓的音樂未來》是他從2014年起策劃的系列音樂會，向觀眾介紹極簡音樂。《非凡傳奇》是他和日本世紀交響樂團合作，帶來舒曼《第四交響曲》、貝多芬《第五交響曲》，以及他的最新力作《中提琴傳奇》，共同構成一場傳統與當代、經典與前衛的對話。

## 曾演出的場地
- 澳門文化中心
- 玫瑰堂
- 崗頂劇院
- 大炮台
- 澳門旅遊塔
- 鄭家大屋

## 曾上演的歌劇
- 鄉村騎士
- 丑角
- 弄臣
- 唐璜
- 三聯劇
- 費加羅的婚禮
- 狄多與埃涅阿斯
- 遊吟詩人
- 阿西斯與卡拉蒂亞
- 魔彈射手
- 管家女僕
- 托斯卡
- 諾爾瑪
- 浮士德
- 杜蘭朵

## 曾上演的百老匯音樂劇
- 芝加哥
- 夢斷西城
- 紅男綠女
- 油脂
- 我要高飛
- 小飛俠
- 西貢小姐
- 戀愛大爆髮

## 歷年活動時間
普遍於每年的十月上旬至十一月上旬舉辦。
| 屆數       | 舉辦日期                | 主題               | 藝術總監          | 演出數目 | 備注                                                                                              |
| ---------- | ----------------------- | ------------------ | ----------------- | -------- | ------------------------------------------------------------------------------------------------- |
| 第一屆     | 1987年10月24日至31日    | 無                 | 阿德里亞諾·若爾丹 | 8        |                                                                                                   |
| 第二屆     | 1988年10月22日至30日    | 無                 | 阿德里亞諾·若爾丹 | 9        |                                                                                                   |
| 第三屆     | 1989年10月14日至22日    | 無                 | 阿德里亞諾·若爾丹 | 9        |                                                                                                   |
| 第四屆     | 1990年10月20日至28日    | 無                 | 阿德里亞諾·若爾丹 | 17       |                                                                                                   |
| 第五屆     | 1991年10月26日至11月3日 | 無                 | 阿德里亞諾·若爾丹 | 10       | 音樂家卡洛斯·包里德斯因健康理由不能如期出席。為此，在10月31日下午在盧廉若公園舉行的結他獨奏會取消 |
| 第六屆     | 1992年10月25日至11月8日 | 無                 | 白詩島            | 16       |                                                                                                   |
| 第七屆     | 1993年10月23日至11月7日 | 無                 | 白詩島            | 16       |                                                                                                   |
| 第八屆     | 1994年10月15日至11月3日 | 無                 | 白詩島            | 15       | 首次由全球約四十間電台直播或錄播                                                                  |
| 第九屆     | 1995年10月14日至29日    | 無                 | 白詩島            | 15       |                                                                                                   |
| 第十屆     | 1996年10月12日至27日    | 無                 | 白詩島            | 16       | 另外舉辦「十年澳門國際音樂節」展覽                                                                |
| 第十一屆   | 1997年10月11日至26日    | 無                 | 白詩島            | 12       | 「歐洲廣播聯盟」正式加入成為宣傳澳門國際音樂節的主要機構                                          |
| 第十二屆   | 1998年10月24日至11月8日 | 無                 | 白詩島            | 16       |                                                                                                   |
| 第十三屆   | 1999年10月9日至23日     | 無                 | 白詩島            | 15       |                                                                                                   |
| 第十四屆   | 2000年10月7日至21日     | 無                 | 莫華倫            | 16       |                                                                                                   |
| 第十五屆   | 2001年9月28日至10月21日 | 無                 | 莫華倫            | 17       |                                                                                                   |
| 第十六屆   | 2002年10月4日至23日     | 無                 | 莫華倫            | 15       |                                                                                                   |
| 第十七屆   | 2003年10月10日至11月2日 | 無                 | 莫華倫            | 18       |                                                                                                   |
| 第十八屆   | 2004年10月8日至31日     | 金色旋律，浪漫澳門 | 莫華倫            | 15       |                                                                                                   |
| 第十九屆   | 2005年10月7日至11月6日  | 品味經典，珍愛永恆 | 莫華倫            | 16       |                                                                                                   |
| 第二十屆   | 2006年10月6日至11月5日  |                    | 莫華倫            | 19       |                                                                                                   |
| 第二十一屆 | 2007年10月5日至31日     |                    | 莫華倫            | 17       |                                                                                                   |
| 第二十二屆 | 2008年10月5日至11月2日  |                    | 莫華倫            | 17       |                                                                                                   |
| 第二十三屆 | 2009年10月9日至11月8日  |                    | 莫華倫            | 21       |                                                                                                   |
| 第二十四屆 | 2010年10月3日至11月7日  |                    | 莫華倫            | 22       |                                                                                                   |
| 第二十五屆 | 2011年10月7日至11月5日  | 引領審美，鑄造靈魂 | 莫華倫            | 20       |                                                                                                   |
| 第二十六屆 | 2012年10月5日至11月7日  |                    | 莫華倫            | 23       |                                                                                                   |
| 第二十七屆 | 2013年10月2日至11月3日  |                    | 藝術顧問委員會    | 22       |                                                                                                   |
| 第二十八屆 | 2014年10月4日至11月1日  |                    | 藝術顧問委員會    | 25       |                                                                                                   |
| 第二十九屆 | 2015年10月4日至31日     | 以聲作樂           | 藝術顧問委員會    | 23       | 今屆為本地音樂家特設的《藝萃菁英》音樂會專場                                                      |
| 第三十屆   | 2016年10月1日至30日     | 珍禧三十·樂雅中華  | 藝術顧問委員會    | 20       |                                                                                                   |
| 第三十一屆 | 2017年9月29日至10月30日 | 新銳之力·矚目光芒  | 藝術顧問委員會    | 17       | 因天氣關係取消在澳門文化中心小劇院舉行的《胡弓傳奇》                                              |
| 第三十二屆 | 2018年9月28日至10月28日 | 及時行·樂          | 藝術顧問委員會    | 16       | 新增海事工房二號成為音樂節演出場地                                                                |
| 第三十三屆 | 2019年10月4日至10月30日 | 器勢               | 藝術顧問委員會    | 17       |                                                                                                   |
| 第三十四屆 | 2022年9月25日至10月29日 | 明日之曲           | 藝術顧問委員會    | 10       |                                                                                                   |
| 第三十五屆 | 2023年9月30日至10月30日 | 悅逢盛典，樂聚此刻 | 藝術顧問委員會    | 16       | 久石讓360系列節目以先登記、後抽籤、再購買形式發售門票，需以實名入場                               |
| 第三十六屆 | 2024年10月4日至11月4日  | 星光燦爛           | 藝術顧問委員會    | 12       |                                                                                                   |

## 相關活動

### 澳門國際音樂節：致特別的一年
因受新型冠狀病毒肺炎疫情影響，原定於2020年10月舉行的澳門國際音樂節改變過往模式，以致特別的一年為主題。具超過30年歷史的澳門國際音樂節，由於受全球疫情影響，多項外來節目在人員交通、物流運輸及排演等方面均出現不確定因素，導致外團無法來澳演出，故主辦單位決定，今年音樂節以本地節目為主，社區演出共有18隊本地音樂團體、逾三百位本地音樂人參與。
 在音樂節正式開始前，首先舉辦四場社區音樂演出分別為：8月22日在祐漢公園的中樂音樂營，由澳門長虹音樂會、澳門道樂團、澳門青年中樂團、澳門中國打擊樂協會及區均祥粵劇曲藝社合力參與，一眾本地中樂團體，精心為社區獻上精妙的中樂體驗；29日在花城公園側的夏末音樂營社區音樂會，由澳門電子音樂協會、澳門爵士樂協會、澳門弦樂協會及澳門樂隊展藝協會為樂迷獻上多首節奏輕快的樂曲，以音樂一解酷暑的炎熱；以及9月19日在綠楊花園休憩區的合家歡音樂營，邀請澳門管樂協會、澳門愛樂協會、澳門無伴奏合唱協會、夢想計劃協會參與演出，實行與眾同樂；9月26日在紀念孫中山巿政公園設有親子同「樂」日，本地音樂團體會演奏多首耳熟能詳的兒歌，現場更設有環保樂器製作工作坊及攤位遊戲，讓市民在演奏廳外以多元的方式認識和體驗音樂的感染力。
 由於去年深受歡迎的街頭鋼琴計劃，亦於9月1日至12月30日在澳門及氹仔的公園、休憩區與科學館等地舉行，讓大小朋友和鋼琴零距離接觸。為配合防疫工作，街頭鋼琴以光觸媒定期消毒，參與巿民須佩戴自備口罩及以酒精搓手液消毒雙手。此外，音樂節戲中作樂——電影放映由9月至10月期間在戀愛·電影館上映為樂迷帶來《這條路上：百年童謠的誕生》、《帕爾曼的音樂遍歷》、《緣來自昨天》以及《尼爾森·費萊爾》四齣與音樂相關的電影，映後亦設分享會。
澳門音樂節正式在10月上演，分別帶來三場別出心裁的音樂會，透過音樂的力量在疫情中激勵人心。首場是《中樂一百年》澳門中樂團2020至2021樂季開幕音樂會，以紀念一百年前上海大同樂會成立，10月4日晚8時假文化中心綜合劇院上演，揭開了近代中樂發展的序幕為題，特邀中國琵琶皇后章紅艷及當代傑出古箏演奏家羅晶兩位極具份量的彈撥演奏家參演。由於音樂會在開幕前深受樂迷支持，反應熱烈，更加開二樓座位。次場《馬勒第一》澳門樂團與深圳交響樂團聯手呈獻馬勒《第一交響曲》，10日晚上8時文化中心綜合劇院舉行，青年小提琴手黨華莉演奏莫扎特《第五小提琴協奏曲》，屬難得的樂手合作專場。《藝萃菁英》則於31日晚上8時崗頂劇院上演，為本澳年輕音樂人提供展演平台，屆時由敲擊樂手喬峰聯同薩克管手李子博獻技。

### 澳門國際音樂節：迴響十月
由文化局主辦的迴響十月於2021年10月舉行，音樂節以《陳薩》鋼琴獨奏音樂會揭開序幕，蜚聲國際的中國鋼琴家陳薩演奏貝多芬的鋼琴奏鳴曲和舒曼的鋼琴小品套曲。
 適逢今年為奧地利作曲家、指揮家馬勒逝世110週年紀念，英國BBC卡迪夫世界歌唱家大獎得主、低男中音歌唱家沈洋，與廖希、劉瓅元、張靖茁及魏芸四位青年演奏家攜手呈獻一場馬勒作品的盛宴《少年若夢》。今年同為法國音樂大師聖桑逝世100週年紀念，特別推出《致敬經典——紀念聖桑逝世一百週年鋼琴三重奏》，由小提琴家陳曦、大提琴家朱牧及鋼琴家孫佳依演奏聖桑《第二鋼琴三重奏》及柴可夫斯基《鋼琴三重奏》，讓觀眾領略浪漫主義的音樂風格。
 澳門樂團兩度聯手獲北京國際音樂節「雀巢盃—青年音樂家獎」的小提琴演奏家柳鳴呈獻《弦舞·田園》音樂會，獻演聖桑的《第三小提琴協奏曲》，樂團亦會演奏貝多芬《第六交響曲》，以音樂展現田園風光。澳門中樂團在國家一級指揮劉炬帶領下，聯同小提琴演奏家謝楠、古箏演奏家蘇暢帶來《樂貫中西》，演奏小提琴協奏曲《梁山伯與祝英台》、古箏協奏曲《如是》及極具南洋風格的《姐妹島》，共享中西美樂。《古韻新風——粵樂集結號》彙集粵港澳青年中樂演奏家，結合傳統粵樂、新編樂曲與演唱，演奏多首觀眾耳熟能詳的粵樂名曲如《旱天雷》、《禪院鐘聲》，以及呈獻澳門首演的粵樂創作《秋影晚霞》，帶領觀眾走進嶺南粵樂之境。
 從貴州省的江縣民族藝術團呈獻的《貴州從江侗族大歌》講述民族歷史、歌頌傳統的天人合一信念，傳達浪漫的愛情和道德價值觀，侗族大歌於2009年被聯合國教科文組織列入《人類非物質文化遺產代表作名錄》，在耶穌會紀念廣場上演一場一幀飽含淳厚質樸的原生態能量的藝術演出；每年音樂節特設為本地音樂人才提供展現平台的《藝萃精英》，交由王倩兒、何芷瑩與趙展豪、夏燡、張天悅及吳淑權六位音樂新星獻演，在舞台一展所長，互相輝映。
 今年首設《週末FIMM-tastic：聲·映音樂夜》，一連三晚在塔石廣場分別放映音樂會Cuca Roseta法多音樂會《MEU》、《歷圖爵士與倫敦交響樂團音樂會》，以及電影《聲入奇境：經典配樂大師》、靜默電影院《搖滾農莊錄音趣》以及《朱古力獎門人（1971）》，讓觀眾在戶外享受音樂時光。
音樂節原定於2021年10月2、3、9、10日舉行，在9月下旬至10月中旬，澳門有短暫COVID-19本地確診個案出現，文化局在同年10月6日宣佈為配合防疫工作，同時多個表演單位因疫情不能來澳，故取消該年澳門國際音樂節各場演出及活動，部分延伸活動將待條件許可下考慮以走進社區的形式舉行，此為該音樂節首次取消。

## 外部連結
- 官方网站
- 澳門國際音樂節的Facebook專頁
- 澳門國際音樂節歷年回顧 （页面存档备份，存于）